# Osum
De Osum (bepaalde vorm: Osumi; Latijn: Apsus) is een rivier in het zuiden van Albanië, en een van de bronrivieren van de Seman. De bron van de Osum ligt in het zuiden van de prefectuur Korçë, bij het dorp Vithkuq.
Bistricë · Bunë · Cem · Devoll · Drin · Drino · Erzen · Fan · Gjanicë · Ishëm · Kir · Lanë · Mat · Osum · Seman · Shalë · Shkumbin · Shushicë · Valbonë · Vjosë